# Kościół św. Andrzeja Boboli w Babicach
Kościół św. Andrzeja Boboli w Babicach – rzymskokatolicki kościół w Babicach, wzniesiony jako prawosławna cerkiew w latach 80. XIX wieku. W rękach parafii katolickiej pozostaje od 1947.

## Historia
Z 1589 pochodzi wzmianka o posiadaniu w Babicach ziemi przez duchownego prawosławnego. W 1670 wzniesiono w miejscowości drewnianą cerkiew Narodzenia Najświętszej Maryi Panny, która była już świątynią unicką. W 1842 świątynia ta przeszła w ręce Rosyjskiego Kościoła Prawosławnego. Dwadzieścia cztery lata później opracowany został projekt nowej świątyni tego wyznania, mający funkcjonować równocześnie ze starszą cerkwią. Obiekt wzniesiono najprawdopodobniej w latach 80. XIX wieku z fundacji parafian oraz Zamoyskich. 
Parafia prawosławna użytkowała świątynię do 1947, gdy budynek został rekoncyliowany na kościół parafialny, filię parafii w Łukowej. W 1971 dokonano remontu polichromii w obiekcie, zaś w 1975 – przebudowy wieży.

## Architektura
Świątynia wzniesiona jest z cegły i otynkowana, trójdzielna z przedsionkiem, nawą i prezbiterium. Nad przedsionkiem wznosi się zwieńczona iglicą i krzyżem wieża, nad nawą – cebulasta kopuła z latarnią i krzyżem; mniejsza tego typu konstrukcja została usytuowana nad prezbiterium. Okna i drzwi budynku są zakończone półkoliście, okna otaczają półkolumny.

## Wyposażenie
Wyposażenie kościoła w większości nie jest zabytkowe. Ołtarz główny został wykonany z fragmentów pierwotnego ikonostasu. Kilkanaście ikon pochodzących ze świątyni trafiło do cerkwi w Tarnogrodzie.

## Otoczenie
Za prezbiterium dawnej cerkwi znajdują się dwa nagrobki z nieczytelnymi inskrypcjami, ślad po cmentarzu przy świątyni. Poza tym w Babicach znajdują się dwa inne cmentarze prawosławne: starszy, pierwotnie unicki, założony w 1825, nieczynny i zdewastowany oraz nowy, założony w 1912, czynny.